# مطار تشوشان بوتوشان
مطار تشوشان بوتوشان (بالإنجليزية: Zhoushan Putuoshan Airport)‏ (إياتا: HSN، إيكاو: ZSZS) يقع في مدينة تشوشان في جمهورية الصين الشعبية. صنف مطار تشوشان بوتوشان في المرتبة الحادية والثمانون في الصين من حيث عدد الركاب عام 2011 وفقًا لإدارة الطيران المدني في الصين، حيث تعامل مع 384,859 راكب، وبلغ إجمالي حركة الطائرات (القادمة والمغادرة) 10,314 طائرة وقد بلغت كمية البضائع المنقولة عبر المطار 287 طن.

## شركات الطيران والوجهات
| شركـات طيـران          | الوجهات |
| ---------------------- | --- |
| Air Guilin             | مطار جينجيانغ تشيوانتشو، مطار سوزهو جوانين                                                                                   |
| Chengdu Airlines       | مطار جينغديو الجديد، مطار جيزهو جيوهواشان، Dazhou، مطار فوتشو تشانغله الدولي، مطار هوانغشان تونشي الدولي، مطار نانينغ الدولي |
| خطوط شرق الصين الجوية  | مطار جييانغ شاوشان، مطار شانغهاي بودنغ الدولي، مطار ووهان الدولي، مطار شيامن قاوتشي الدولي، مطار يانتاي جاوشوي الدولي        |
| طيران الصين اكسبرس     | مطار قوييانغ لونغدونغابو الدولي، مطار قوزهو، Wuhu                                                                            |
| خطوط جنوب الصين الجوية | مطار قوانغتشو باييون الدولي، Lianyungang، مطار شينزين باوان الدولي                                                           |
| China United Airlines  | مطار بكين داشينغ الدولي، مطار ونزهو يونجقيانج الدولي                                                                         |
| Donghai Airlines       | مطار شنيانغ الدولي، مطار شينزين باوان الدولي                                                                                 |
| Fuzhou Airlines        | مطار داليان الدولي، مطار فوتشو تشانغله الدولي، مطار هاربين الدولي، مطار تيانجين الدولي، مطار شيامن قاوتشي الدولي             |
| طيران جي إكس           | مطار تشانغشا هوانغوا الدولي                                                                                                  |
| خطوط هاينان الجوية     | مطار قوانغتشو باييون الدولي                                                                                                  |
| خطوط طيران أوكاي       | مطار تشونغتشينغ جيانغبى الدولي، مطار فويانغ شيغوان                                                                           |
| Qingdao Airlines       | مطار غينغادو جياودونغ الدولي، مطار جينجيانغ تشيوانتشو                                                                        |
| خطوط شاندونغ الجوية    | مطار جينان الدولي، مطار ليني شوبولينغ، مطار غينغادو جياودونغ الدولي، مطار جينجيانغ تشيوانتشو، مطار شيامن قاوتشي الدولي       |
| خطوط شينزين الجوية     | مطار جينجيانغ تشيوانتشو، مطار تشنغتشو الدولي                                                                                 |
| خطوط سيتشوان الجوية    | مطار تشونغتشينغ جيانغبى الدولي، مطار نانتشانغ تشانغبى الدولي                                                                 |
| سبرينغ (شركة طيران)    | مطار جييانغ شاوشان، مطار شيان شيانيانغ الدولي                                                                                |
| خطوط زيامن الجوية      | مطار جينجيانغ تشيوانتشو، مطار شيامن قاوتشي الدولي                                                                            |